# Федье
Федье (норв. Fedje) — остров и коммуна в западной Норвегии, до 1947 года остров являлся частью Острхейма.
Расположен в северо-западной части фюльке Хордаланн. Население — около 600 жителей. Традиционное занятие — рыбная ловля. Герб общины утверждён в 1990 году и представляет собой два серебряных весла на лазурном поле. В Федье имеются начальная и средняя школа, расположенные в центре острова в одном здании. Дважды в неделю это же здание используется как кинотеатр.

## История
Самые ранние найденные следы пребывания людей на острове имеют возраст около 4000 лет. В XVIII веке небольшой остров Kræmmerholmen рядом с Федье был важным центром торговли. Во время Второй мировой войны остров Федье был оккупирован тремя сотнями немецких солдат. Следы немецких артиллерийских позиций и бункеров времён войны до сих пор хорошо заметны по всему острову, особенно в восточной части острова, у транспортной станции, построенной на развалинах немецкого радара.

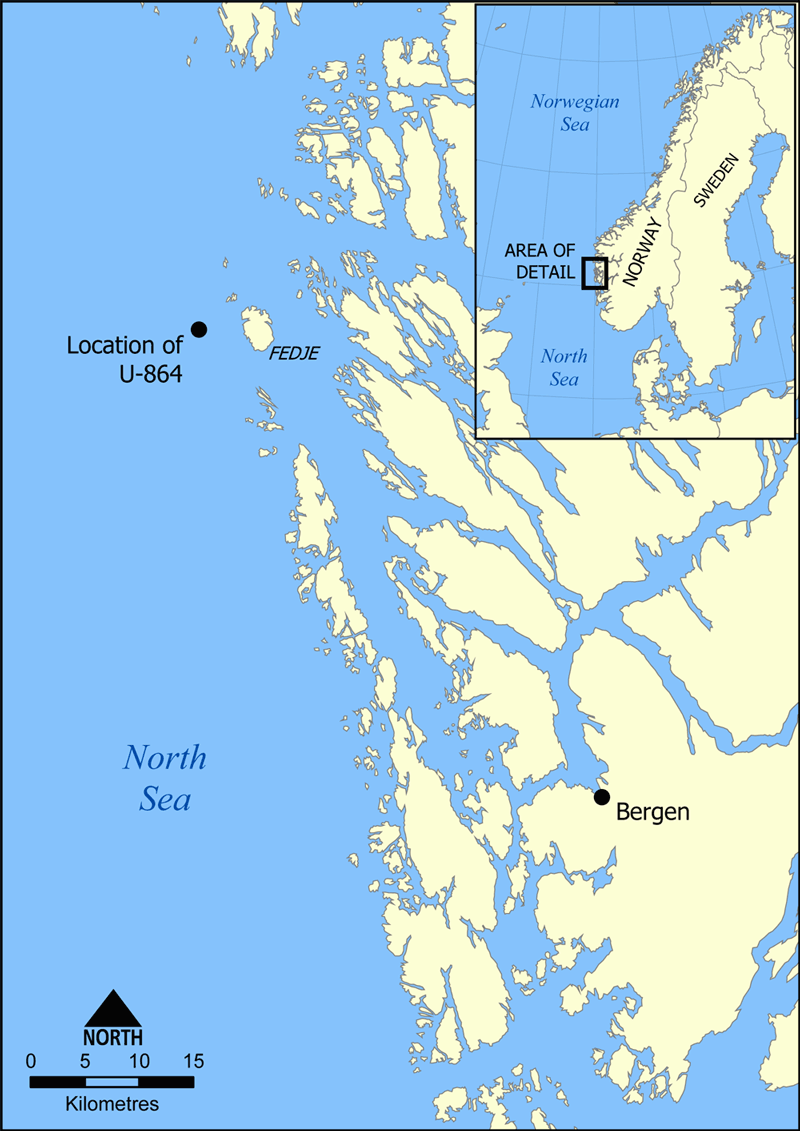
местоположение U-864

В феврале 1945 года у западного побережья Федье британской субмариной была потоплена немецкая подводная лодка U-864, перевозившая, как оказалось, 67 тонн ртути в Японию. Лодка лежит на глубине 150 метров, над местом её гибели наблюдается повышенная концентрация ртути в воде, рыболовство в этом месте запрещено